# Fruitschaal

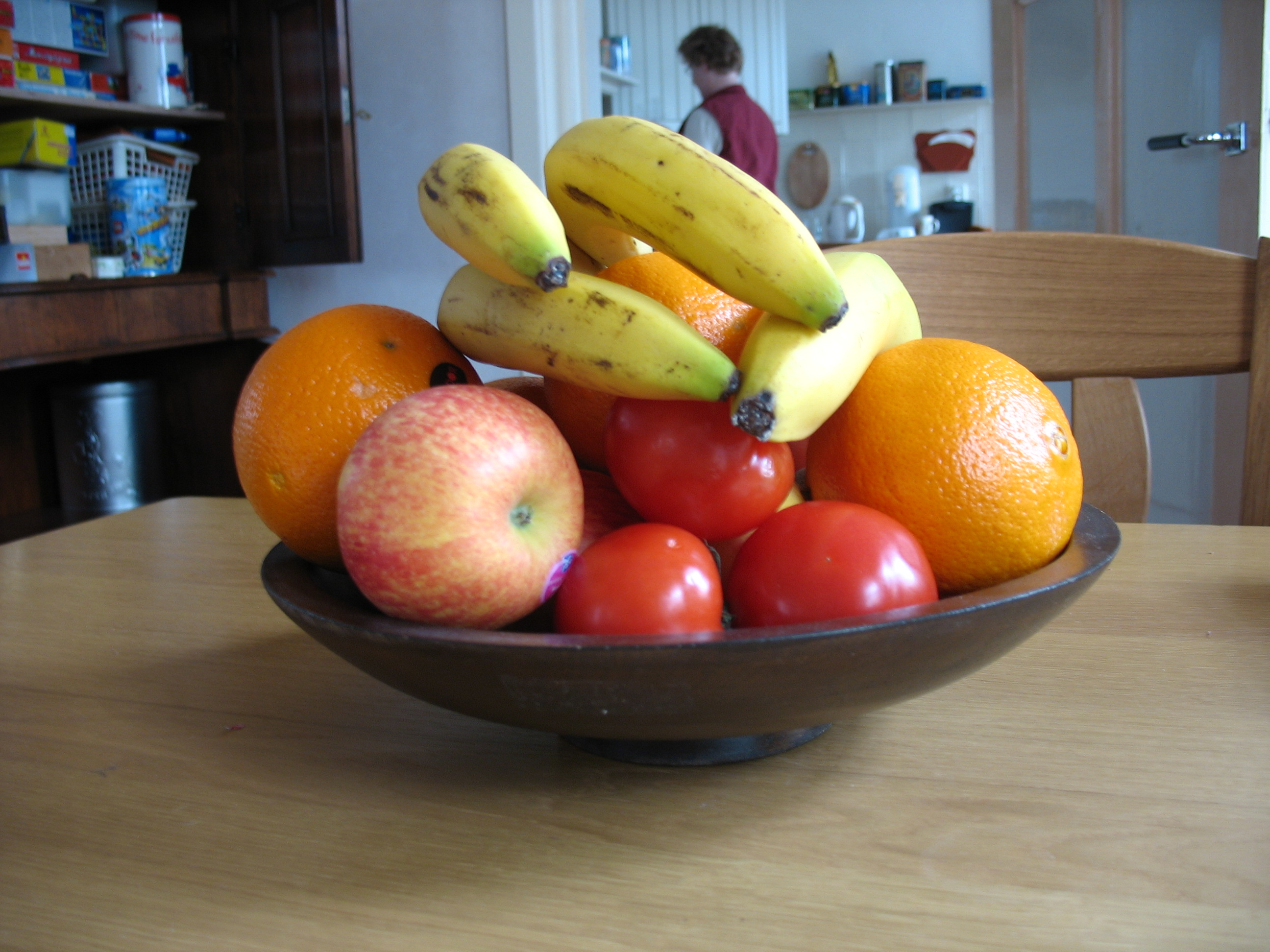
Fruitschaal

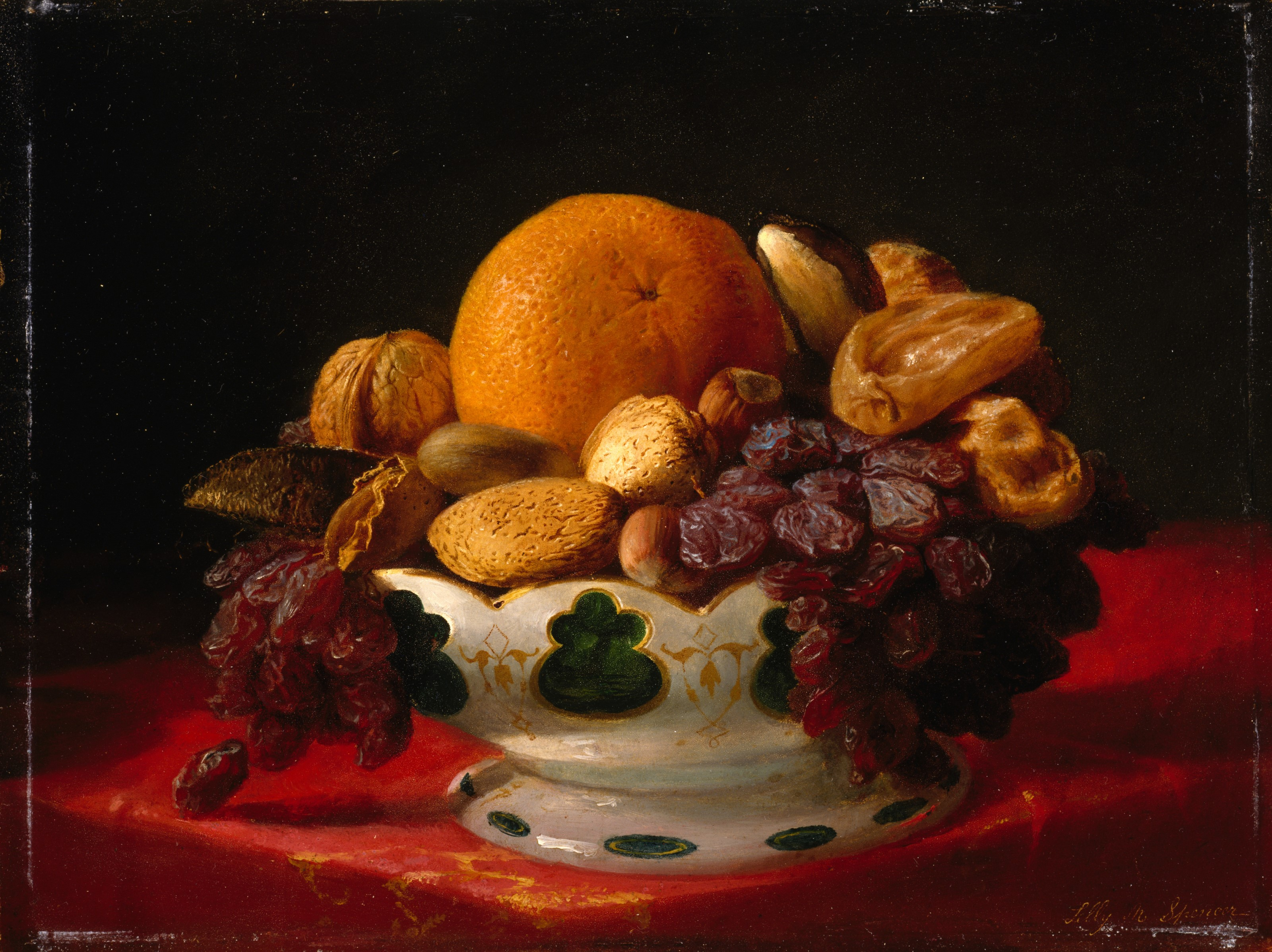
Fruitschaal uit de 19e eeuw, schilderij van Lilly Martin Spencer

De fruitschaal  is een veelvoorkomend voorwerp in vele huishoudens. Ook in ziekenhuizen is hij erg populair. De fruitschaal bestaat uit een schaal of mand, waarop verschillende soorten fruit zijn uitgestald.
Vaak wordt in plaats van een fruitschaal een fruitmand gebruikt, vooral als gift voor zieken.

## Als kunstobject
In de schilderkunst verschijnt de fruitschaal regelmatig in stillevens, maar ook in andere werken.